# Kaple svatého Benedikta (Stránecká Zhoř)
Římskokatolická kaple svatého Benedikta se nachází ve Stránecké Zhoři. Spadá pod farnost Netín.

## Historie
Kaple byla vystavěna v roce 2002 z iniciativy obce Stránecká Zhoř. Byla benedikována 9. června 2002 Mons. Františkem Hrůzou, farářem z Měřína, za účasti několika dalších kněží a asi sedmi stovek věřících. Bohoslužby jsou v kapli zpravidla jednou měsíčně.

## Architektura
Kaple je mírně obdélná halová stavba s malou sakristií v ose stavby. Interiér nemá strop, otevírá se do krovu. Presbytář není nijak odsazen, od zbytku kaple je pouze vyvýšen o dva schody. Okna jsou čtvercová, úhlopříčně členěná. Zařízení kaple je moderní, současné se stavbou.